# Holocnemus pluchei
Holocnemus pluchei är en spindelart som först beskrevs av Giovanni Antonio Scopoli 1763.  Holocnemus pluchei ingår i släktet Holocnemus och familjen dallerspindlar. Arten är reproducerande i Sverige. Inga underarter finns listade i Catalogue of Life.